# Dominic Matteo
Dominic Matteo (Dumfries, 28 aprile 1974) è un ex calciatore scozzese, di ruolo difensore.

## Carriera

### Club
Matteo, di origini italiane, ha iniziato la carriera con il Liverpool, squadra per la quale ha giocato dal 1992 al 2000 (con una breve parentesi in prestito al Sunderland). Ad agosto 2000, si è trasferito al Leeds Utd, con cui ha debuttato un mese dopo, nella partita di Champions League 2000-2001, contro il Milan.
Durante quell'edizione della massima competizione continentale per club, Matteo è stato uno dei migliori calciatori del Leeds United, con cui ha raggiunto le semifinali. È ricordato, soprattutto, per la rete allo stadio Giuseppe Meazza contro il Milan, nella prima fase a gironi.
Quando Rio Ferdinand è stato acquistato dal Manchester United nell'estate del 2002, Matteo è stato nominato capitano della squadra. Al termine del campionato 2003-2004, il Leeds è retrocesso e, a luglio, Matteo ha firmato un contratto triennale con i Blackburn Rovers. Ha debuttato con la maglia dei Rovers nella sfida contro il West Bromwich Albion, in una gara terminata con il punteggio di uno a uno.
A gennaio 2007, si è trasferito allo Stoke City, per cui ha firmato un contratto fino al termine della stagione. In questo periodo, è stato utilizzato in nove partite e ha realizzato una rete. Matteo ha continuato a giocare per lo Stoke anche nel precampionato, nonostante il suo contratto fosse scaduto. Il 10 agosto 2007, gli è stato offerto un rinnovo contrattuale fino all'anno successivo. È stato nominato capitano, nonostante scenda in campo in maniera sporadica.

### Nazionale
Matteo è stato convocato nell'Inghilterra under 21, ma successivamente è stato selezionato dalla Scozia, sua terra d'origine. Ha debuttato a novembre 2000, nella sfida contro l'Australia. Ha abbandonato la Nazionale nel 2004 per problemi fisici.

## Statistiche

### Cronologia presenze e reti in nazionale
| Cronologia completa delle presenze e delle reti in nazionale ― Scozia | Cronologia completa delle presenze e delle reti in nazionale ― Scozia | Cronologia completa delle presenze e delle reti in nazionale ― Scozia | Cronologia completa delle presenze e delle reti in nazionale ― Scozia | Cronologia completa delle presenze e delle reti in nazionale ― Scozia | Cronologia completa delle presenze e delle reti in nazionale ― Scozia | Cronologia completa delle presenze e delle reti in nazionale ― Scozia | Cronologia completa delle presenze e delle reti in nazionale ― Scozia |
| Data                                                                  | Città                                                                 | In casa                                                               | Risultato                                                             | Ospiti                                                                | Competizione                                                          | Reti                                                                  | Note                                                                  |
| --------------------------------------------------------------------- | --------------------------------------------------------------------- | --------------------------------------------------------------------- | --------------------------------------------------------------------- | --------------------------------------------------------------------- | --------------------------------------------------------------------- | --------------------------------------------------------------------- | --------------------------------------------------------------------- |
| 15-11-2000                                                            | Glasgow                                                               | Scozia                                                                | 0 – 2                                                                 | Australia                                                             | Amichevole                                                            | -                                                                     |                                                                       |
| 24-3-2001                                                             | Glasgow                                                               | Scozia                                                                | 2 – 2                                                                 | Belgio                                                                | Qual. Mondiali 2002                                                   | -                                                                     |                                                                       |
| 28-3-2001                                                             | Glasgow                                                               | Scozia                                                                | 4 – 0                                                                 | San Marino                                                            | Qual. Mondiali 2002                                                   | -                                                                     | 46’                                                                   |
| 1-9-2001                                                              | Glasgow                                                               | Scozia                                                                | 0 – 0                                                                 | Croazia                                                               | Qual. Mondiali 2002                                                   | -                                                                     |                                                                       |
| 5-9-2001                                                              | Bruxelles                                                             | Belgio                                                                | 2 – 0                                                                 | Scozia                                                                | Qual. Mondiali 2002                                                   | -                                                                     |                                                                       |
| 27-3-2002                                                             | Saint-Denis                                                           | Francia                                                               | 5 – 0                                                                 | Scozia                                                                | Amichevole                                                            | -                                                                     |                                                                       |
| Totale                                                                |                                                                       | Presenze                                                              | 6                                                                     |                                                                       | Reti                                                                  | 0                                                                     |                                                                       |

## Palmarès

### Club

#### Competizioni nazionali
- Coppa di Lega inglese: 1

Liverpool: 1994-1995

## Opere
- (EN) Dominic Matteo: In My Defence: The Autobiography, Great Northern Publishing, 2011, ISBN 9781905080908.